# Hellenic TV
Hellenic TV (HTV) es un canal de televisión en griego con sede en el Reino Unido que transmite desde estudios en Londres. Se estableció en 1990 para servir a la comunidad griega de la ciudad y tiene su sede en Harringey. La estación comenzó su vida transmitiéndose localmente a trece hogares, pero en un año, su base de clientes se había expandido a más de 1000 suscriptores. Hellenic TV fue el primer servicio de televisión en idioma extranjero del Reino Unido en obtener una licencia de transmisión por parte de la Comisión de Televisión Independiente y transmite programas de colaboradores locales, así como de las redes ERT de Grecia y RIK de Chipre. El canal está disponible a través de la televisión por cable, a través del servicio Channelbox de Freeview en el Reino Unido y desde 2006 ha estado disponible en todo el mundo como uno de varios canales que transmiten programas en griego.